# Capua in de oudheid

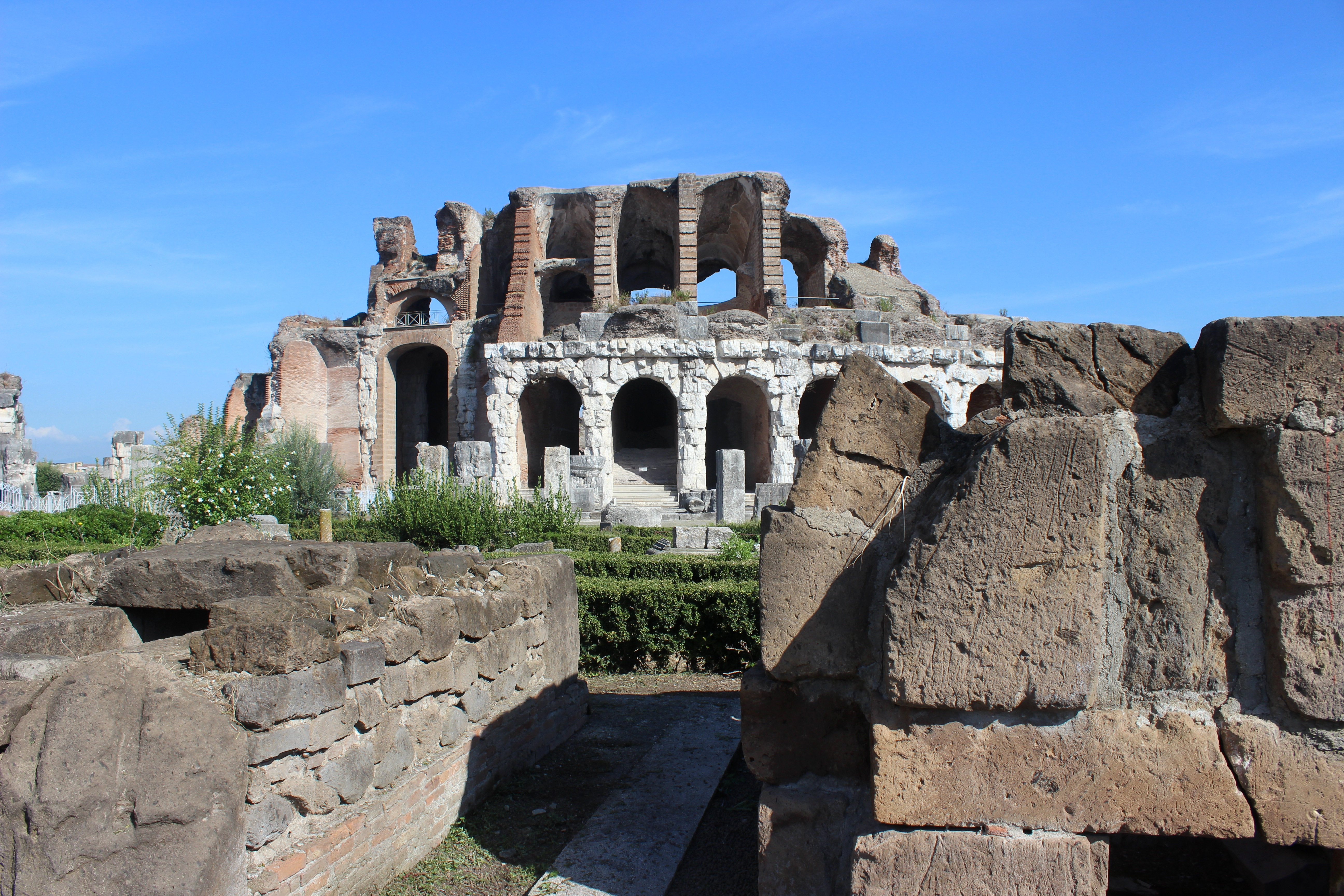
Amfitheater

Capua in de oudheid was na Rome de belangrijkste stad in Italia. Later was Capua niet meer dan een kleine provinciestad met dezelfde naam. De naam Capua is afgeleid van het Etruskische Capeva, wat 'stad van moerassen' betekent. 

## Ligging
Capua is een stad in de Italiaanse provincie Caserta, die zich weer in de regio Campanië bevindt. Hij ligt 25 km ten noorden van Napels. Het Capua van vandaag is niet dezelfde stad als het oude Capua. Het oude Capua werd met de grond gelijkgemaakt door de Saracenen in 841, alleen de kerk van Santa Maria Maggiore bleef over. Een nieuwe stad werd in 856 gebouwd, op een zekere afstand van de vroegere plek, waar een andere stad groeide die de naam Santa Maria Capua Vetere kreeg.

## Oorsprong
In de regio was in de prehistorie veel activiteit van de beschaving van Villanova. Dat werd waarschijnlijk door de Osken en ten slotte door de Etrusken overgenomen en uitgebreid. De stichting van Capeva wordt door Cato de Oudere toegeschreven aan de Etrusken die toen hun machtigste periode beleefden. Dit was rond 600 v.Chr., zo'n 260 jaar voor de stad veroverd zou worden door Rome. 
In de tweede helft van de vijfde eeuw v.Chr., rond 424 v.Chr., versloegen de Samnieten de Etrusken en kregen Capua in hun bezit. Er bleek echter geen grote liefde te bestaan tussen de veroverde stad en zijn veroveraars, want een kleine eeuw later, rond 343 v.Chr., traden Capua en zijn afhankelijke gemeenten Casilinum, Calatia, Atella in een alliantie met Rome tegen de Samnitische bergvolkeren. Zo kwam het grootste deel van Campanië onder Romeinse suprematie. De burgers kregen burgerschap zonder stemrecht, het 'civitas sine suffragio'.
In de tweede Samnitische oorlog met Rome, toonde Capua zich echter geen betrouwbare 
bondgenoot zodat de Ager Falernus, op de rechteroever van de Volturnus, werd ingelijfd door Rome, de overwinnaar van de Samnieten. In 318 v.Chr. werd de macht van de meddices, de inheemse ambtenaren, beperkt door de aanstelling van ambtenaren met de titel 'praefecti Capuam Cumas', naar de twee belangrijkste steden van Campanië. Deze waren eerst enkel lokale waarnemers van de praetor urbanus, maar na 123 v.Chr. werden vier Romeinse magistraten officieel benoemd voor het bestuur van Campanië. Ze bleven dit doen tot de tijd van Augustus, daarna werden ze afgeschaft.
In 312 v.Chr. werd Capua verbonden met Rome door de aanleg van de Via Appia, de meest indrukwekkende van de Italiaanse militaire wegen. Deze 'weg van Appius' is genoemd naar Appius Claudius Caecus, die op dat moment aan de macht was. Het is samen met de Via Latina (de weg naar Latium), de Via Flaminia (de weg van Flaminius) en de Via Salaria (de zoutweg) een van de belangrijkste oude Romeinse wegen. De weg had een enorm economisch belang, voor vervoer van goederen en personen van Campanië en de baai van Napels. Hij werd doorgetrokken tot hij uiteindelijk liep van de hoofdstad Rome, dicht bij de westkust van het Apennijns schiereiland, via Beneventum en Tarentum tot aan Brindisium, het Brindisi van vandaag dat aan de zuidoostkust ervan ligt. De Via Appia kreeg vanwege van zijn belang en ligging de eretitel 'regina viarum' ofwel 'koningin der wegen' toebedeeld.

## Gevolgen Tweede Punische Oorlog
Het belang van Capua groeide geleidelijk tijdens de derde eeuw v.Chr., tot het aan het begin van de Tweede Punische Oorlog werd beschouwd als de grootste concurrent van Rome en Carthago en het in staat was om 30.000 infanteriesoldaten en 4.000 cavaleriesoldaten onderdak te verschaffen. Het bleef trouw tot aan de nederlaag van Cannae, maar stapte toen over naar het kamp van Hannibal. De reden was waarschijnlijk de weigering van Rome om een van de consuls altijd uit de burgers van Capua te kiezen of misschien toch uit opportunisme, om de regionale heerschappij te vrijwaren in het geval van een Carthaagse overwinning. Hannibal maakte er meteen zijn winterkamp van. Verschillende klassieke auteurs, waaronder Livius, hebben beweerd dat de luxe van Capua Hannibal fataal is geworden omdat het zijn troepen week en minder strijdlustig maakte. Hedendaagse historici staan hier sceptisch tegenover, weinig wijst erop dat zijn mannen minder presteerden op het slagveld dan voor die winter. Capua werd ingenomen door de Romeinen in 211 v.Chr. na een lange strijd, en streng gestraft voor zijn gebrek aan loyaliteit. Zijn magistraten en gemeentelijke organisatie werden afgeschaft, de overlevende burgers verloren hun burgerrechten en hun land werd Romeins staatsbezit of ager publicus. Delen ervan werden verkocht in 205 v.Chr. en 199 v.Chr. Een ander deel werd verdeeld onder de burgers van de nieuwe kolonies van Volturnum en Liternum die bij de kust gevestigd werden in 194 v.Chr., maar het grootse deel werd beheerd door de staat. Er rezen echter moeilijkheden bij het tegengaan van illegale uitbreidingen en het werd noodzakelijk om een aantal private personen uit te kopen, wat gebeurde in 162 v.Chr. Daarna werd het enkel nog aan klein vermogenden verhuurd. De democratische leiders ondernamen verschillende pogingen om het land onder nieuwe kolonisten te verdelen. Brutus slaagde er in 83 v.Chr. in om er een kolonie te vestigen, maar deze werd snel afgeschaft. Ook Cicero’s redevoeringen De Lege Agraria waren gericht tegen een dergelijke poging door de volkstribuun Servilius Rullus in 63 v.Chr.
Ondertussen werd het probleem van de organisatie van de inwoners van dit dichtbevolkte district opgelost door ze te groeperen rond belangrijke heiligdommen, vooral dat van Diana Tifatina, verbonden met een pagus Dianae. Een pagus Herculaneus is ook bekend.
De stad Capua behoorde tot geen enkele van deze organisaties en was helemaal afhankelijk van de praefecti. Het bleef een stad met een grote welvaart, dankzij de teelt van spelt, een soort grove tarwe die werd verwerkt in onder andere gortepap, wijn, specerijen en zalf. Ook dankzij de productie van vooral bronzen objecten werd Capua bekend. De luxe bleef spreekwoordelijk en Campanië stond ook bekend als het gladiatorencentrum. Het was uit een van zijn gladiatorenscholen dat Spartacus en zijn aanhangers kwamen in 73 v.Chr.

## Tijd vanaf Caesar
Julius Caesar slaagde er in 59 v.Chr. in de vestiging van een Romeinse kolonie goedgekeurd te krijgen onder de naam Julia Felix, dit in de context van zijn agrarische wet, en 20.000 Romeinse burgers werden in dit gebied gevestigd. Het aantal kolonisten werd achtereenvolgens door Marcus Antonius, Augustus – die er een aquaduct liet bouwen vanaf de Mons Tifata en de stad landgoed in het district Knossos op Kreta ter waarde van ongeveer 10 miljoen sestertiën schonk - en ten slotte door Nero geleidelijk opgevoerd.
In de oorlog van 69, het vierkeizerjaar, koos het de zijde van Vitellius. Het wordt niet veel meer vermeld in de late periode van het Romeinse Rijk maar in de vierde eeuw was het de zetel van de consularis Campaniae en zijn hoofdstad. Onder Constantijn werd een christelijke kerk gebouwd in Capua. Ze werd in 456 vernietigd bij de inname door de Vandalen onder Geiserik, maar is waarschijnlijk snel heropgebouwd.

### Primaire bronnen
volgens het Lexicon der Alten Welt
- Cic. de leg. agr. (The Speeches) Londen, Heinemann, 1961, VIII, 504 p. (ed. J.H. FREESE) (The Loeb classical library): 2, I 18, 19, 20, 22 and elsewhere, esp. II 76-99
- Cic. Sest. (Pro Sestio in Vatinium) Cambridge (Mass.), Harvard university press, 1984, XXIV - 373 p (ed. R. GARDNER) (The Loeb classical library): p. 9,21,34,44-48,58
- Dio. Cass. (Dio's Roman history) Cambridge (Mass.), Harvard university press, 1990, XXXII - 449 p. (ed. E. CARY, H.B. FOSTER) (The Loeb classical library) 1.331; 2.151f, 163f, 179-85;3.211; 9.241 cf. 481
- Eutr. (Breviarium ab urbe condita) Leipzig, Teubner, 1979, XIX- 87 p. (ed. C. SANTINI)  (Bibliotheca scriptorum Graecorum et Romanorum Teubneriana): p. 5,7;6,7
- Frontin. Strat. (The stratagems and the aqueducts of Rome). Londen, Heinemann, 1950, XL - 484 p (ed.C. E. BENNETT) (The Loeb classical library) 174 L11, IV.XVIII, 3
- Liv. Ab urbe condita libri XXVI-XXVII. Leipzig, Teubner, 1982, XX- 113 p. (ed. P. G. WALSH) (Bibliotheca scriptorum Graecorum et Romanorum Teubneriana) 4,37.7,38.8,6.9,20.25 en 26.023,18. 25,13. 20. 22 en 26. 26, 14. 15 en 16. 27,3. 41,13.
- Sallust. Catil. (Crispi Catilina). Leipzig, Teubner, 1954, XXXII - 200 p. (eds. A.W. AHLBERG en K. ALPHONS) (Bibliotheca scriptorum Graecorum et Romanorum Teubneriana) REIII 1555, 47 sqq. C. 30 257
- Sil. (Punica). Londen, Heinemann, 1949, XVIII-443 p. (ed. J.D. DUFF)(The Loeb classical library):XI. 29 etc.
- Strab. Geographica. Leipzig, Teubner,  1907-1913,  3 v. (ed. A. MEINIKE) (Bibliotheca scriptorum Graecorum et Romanorum Teubneriana): p. 237;242,248,249,283
- Suet. De vita caesarum. Groningen, J.B. Wolters, , 1906, XI-338p. (ed. L. PREUDHOMME) (Bibliotheca scriptorum Graecorum et Romanorum Teubneriana): p. 40,9 ;14,126 ;11,176 ;28
- Tac. Ann. (Jaarboeken (Ab excessu divi Augusti Annales)). Baarn , Ambo, 1990, 601 p.  (ed. J. W. MEIJER) (Ambo-klassiek) IV 57 ; XIII 31
- Val. Max. (Memorable doings and sayings). Cambridge (Mass.), Harvard university press, 2000, 462 p. (ed. D. R. SHACKLETON BAILEY) (The Loeb classical library 493) II .3.3 II8.4 III2.20 III.7 ext. 6 III 8.1 V.1.1e, V.2.1b, VI.4.1a, VII.6.2, IX.5. ext.4

### Secundaire literatuur
- ASTIN (A.E.) , WALBANK (F.W.) , FREDERIKSEN (M.W.), eds. The Cambridge Ancient History V8: Rome and the Mediterranean to 133BC. Londen, Cambridge, University Press, 1989, 2nd edition, 650 p.
- BELOCH (J.).Campanien, topographie, geschichte und leben der umgebung Neapels in Altertum., Berlijn, S. Calvary & co., 1879: VIII-432p.

BOWMAN (A.K.), GARNSEY (P.), RATHBONE (D.), eds. The Cambridge Ancient History V11: The High Empire. Londen, Cambridge, University Press, 2000, 2nd edition, 1246 p.
- BRUUN (P.) en HOHTI (P.).Studies in the romanization of Etruria. Roma, Bardi Editore, 1975  518 p.
- CAMERON(A.) en GARNSEY(P.), eds.The Cambridge Ancient History: The Late Empire, A.D. 337-425, Volume XIII. Londen, Cambridge, University Press, 1997, 2nd edition, 905 p.
- CANCIK (H.) & SCHNEIDER (H.), eds. Der Neue Pauly Enzyklopädie der Antike. 13 Bände Altertum A-Z Bände Rezeptions-und Wissengeschifte A-Z, Stuttgart, Metzler, 1996-2003, 11611 p.: vol. II, p. 977 (1e kolom) – 980 (2e kolom)
- CHAMPLIN (E.) BOWMAN (A.K.) en  LINTOTT (A.), eds. The Cambridge Ancient History V10: The Augustan Empire 43BC-AD69. Londen, Cambridge, University Press, 1996, 2nd edition, 1090 p.
- COOK, (S. A.), ADCOCK (F. E.) en CHARLESWORTH (M. P.), eds. Cambridge Ancient History: Volume IX: The Roman Republic, 133 - 44 B.C. Londen, Cambridge, University Press, 1951, 1st edition,1023 p.
- COOK (S.A.), ADCOCK (F.E.), and CHARLESWORTH (M. A.)., eds. Cambridge Ancient History: Volume VIII: Rome and the Mediterranean, 218 - 133 B.C. Londen, Cambridge University Press, 1954, 1st edition, 843 p.
- CORNELL (T. J.) en LOMAS (K.), eds. Urban society in Roman Italy Ed. Londen, UCL press, 1996,  XI - 221 p.
- COTRELL (L.). Enemy of Rome. Londen, Evans, 1960, 224 p.
- DAVID (J.M.). The Roman conquest of Italy. Oxford,Blackwell, 1996, VI - 218 p. (ed. A. Nevill)
- DELLA PORTELLA (I.), SARTORIO (G.), VENTRE (F.). The Appian Way:from its foundation to the Middle Ages. Los Angeles, Getty Museum, 2004, 240 p. (ed. I. DELLA PORTELLA)
- DUNBABIN (T. J.). The Western Greeks:the history of Sicily and South Italy from the foundation of the Greek colonies to 480 B.C. Oxford, Clarendon press, 1968.  XIV, 504 p.
- ECKERT, (M.). Capuanische Grabsteine:Untersuchungen zu den Grabsteinen römischer Freigelassener aus Capua. Oxford, BAR, 1988,VII - 286 p.
- GRIMAL (P.). Italie retrouvée.  Parijs, PUF, 1979,  352 p., L12.04B24
- MOLHO (A.), RAAFLAUB (K.) en EMLEN (J.), eds. City-states in classical antiquity and medieval Italy. Stuttgart, Franz Steiner Verlag, 1991, 662 p.
- OAKLEY (S. P.). A commentary on livy books. Oxford, Clarendon press, 2005, XIV - 758 p.
- PAGET (R.F.). Central Italy: an archaeological guide to the prehistoric, Villanovan, Etruscan, Samnite, Italic and Roman remains and the ancient road systems. Londen, Faber and Faber, 1973, 256 p.
- PALLOTTINO (M.). Een laars vol scherven. Amsterdam, Meulenhoff Informatief, 1987, 210 p.
- POUNDS (N.G.). An historical geography of Europe: 450 B.C.-A.D. 1330. Londen, Cambridge university press, 1973. XIV, 475 p.
- RIPOSTELLI (J.), MARUCCI (H.).La Via Appia, à l'époque romaine et de nos jours:histoire et description. Rome, Desclée, 1908, 440 p.
- SALMON (E.T.). The making of Roman Italy. Londen, Thames and Hudson, 1982, XI – 212 p. (Aspects of Greek and Roman life)
- SCHMIDT (J.). Spartacus et la révolte des gladiateurs.  Parijs, Mercure de France, 1988,  206 p.
- SEIBERT (J.). Hannibal. Darmstadt, Wissenschaftliche Buchgesellschaft, 1993,  XX - 552 p.
- SOLIN(H.)  en KAJAVA(M.), eds. Roman Eastern policy and other studies in Roman history. Helsinki, Finnish society of sciences and letters, 1990,  174 p.
- TRUMP (D.). Central and southern Italy before Rome. New York (N.Y.), Praeger, Londen, Thames and Hudson, 1966, 244 p.
- VAN HOOFF (A.J.). De vonk van Spartacus, het voortleven van een antieke rebel.  Nijmegen, SUN, 1993, 150 p.
- VERMASEREN (M. J.).  Mithriaca I: the Mithtraeum at S. Maria Capua Vetere. Leiden , Brill, 1971,  XII - 59 p.
- VON VACANO (O.W.). Die Etrusker in der Welt der Antike. Hamburg, Rowohlt, 1957,  201 p. (Rowohlts deutsche Enzyklopädie 54)
- WISSOWA (G.) (Neue Bearbeitung) e.a., Paulys Realencyclopädie der classischen Altertumwissenschaft, Reihe I (47 Bd. A-Q), Reihe II (19 Bd. P-Z), Suppl. (15 Bd.), Stuttgart & München, 1893-1978: Reihe I, vol III, p. 1555 (1e kolom)- 1561 (1e kolom)